# يوليا خلينينا
يوليا خلينينا هي ممثلة روسية ولدت في 11 يناير 1992.

## روابط خارجية
- يوليا خلينينا على موقع IMDb (الإنجليزية)
- يوليا خلينينا على موقع قاعدة بيانات الفيلم (الإنجليزية)
- يوليا خلينينا على موقع كينوبويسك (الروسية)